# Grdanjci
 Grdanjci  falu Horvátországban Zágráb megyében. Közigazgatásilag Szamoborhoz tartozik.

## Fekvése
Zágrábtól 26 km-re nyugatra, községközpontjától 6 km-re északnyugatra, a Bregana-patak völgyében közvetlenül a szlovén határ mellett fekszik.

## Története
1857-ben 106, 1910-ben 215 lakosa volt. Trianon előtt Zágráb vármegye Szamobori járásához tartozott. 2011-ben 308 lakosa volt.

## Lakosság
| Lakosság változása | Lakosság változása | Lakosság változása | Lakosság változása | Lakosság változása | Lakosság változása | Lakosság változása | Lakosság változása | Lakosság változása | Lakosság változása | Lakosság változása | Lakosság változása | Lakosság változása | Lakosság változása | Lakosság változása | Lakosság változása |
| ------------------ | ------------------ | ------------------ | ------------------ | ------------------ | ------------------ | ------------------ | ------------------ | ------------------ | ------------------ | ------------------ | ------------------ | ------------------ | ------------------ | ------------------ | ------------------ |
| 1857               | 1869               | 1880               | 1890               | 1900               | 1910               | 1921               | 1931               | 1948               | 1953               | 1961               | 1971               | 1981               | 1991               | 2001               | 2011               |
| 106                | 143                | 150                | 181                | 180                | 215                | 192                | 270                | 342                | 354                | 359                | 339                | 337                | 316                | 331                | 308                |

## Külső hivatkozások
- Szamobor hivatalos oldala
- Szamobor város turisztikai egyesületének honlapja